# ABDELKADER FALLOUZ
Abdelkadder est souvent un des meilleur président de l’equipe wafa wydad et le plus âge président du club